# جايسون إف. رايت
جايسون إف. رايت (بالإنجليزية: Jason F. Wright)‏ (1 فبراير 1971)؛ كاتب وروائي أمريكي. درس في جامعة بريغام يونغ.

## روابط خارجية
- جايسون إف. رايت على موقع IMDb (الإنجليزية)
- جايسون إف. رايت على موقع قاعدة بيانات الفيلم (الإنجليزية)